# Diethard Pallaschke
Diethard Pallaschke (ur. 30 czerwca 1940 w Frydlandzie, 
zm. 8 lipca 2020 w Fürth) – niemiecki matematyk, specjalista w zakresie teorii optymalizacji i analizy wypukłej.

## Życiorys
Urodził się we Frydlandzie w Prusach Wschodnich; jego rodzicami byli Ernst i Else Pallaschke. Ewakuowany w obliczu zbliżającego się frontu, wraz z rodzicami i bratem znalazł się w zachodniej części Niemiec. Ukończył studia na Uniwersytecie w Bonn (1965). Promotorem jego doktoratu (1967) był profesor Heinz Unger. Po habilitacji (1970) był profesorem nadzwyczajnym na Uniwersytecie w Darmstadt (1972–1973) i na Westfalskim Uniwersytecie Wilhelma w Münsterze (1973–1977), a od 1981 do przejścia na emeryturę (2008) był profesorem zwyczajnym na Uniwersytecie w Karlsruhe. Od 1981 był tam dyrektorem Instytutu Statystyki i Matematycznej Teorii Gospodarki.
Z żoną Ingrid miał córkę Melanie. 
Przez wiele lat współpracował z matematykami z Warszawy, Poznania i Zielonej Góry, opublikował z nimi wiele prac, pomagał im w Bonn i w Karlsruhe, a szczególnie w okresie stanu wojennego (1981–1983). 
Nauczył się nieźle mówić po polsku i wygłosił po polsku referat Metoda elipsoidalna w programowaniu liniowym na Zjeździe Polskiego Towarzystwa Matematycznego w Kielcach (1985).
Pochowany na Städtischer Friedhof Fürth.

## Wyróżnienia
- Doktor Honoris Causa Uniwersytetu Zielonogórskiego (2010)
- Członek honorowy Polskiego Towarzystwa Matematycznego (2015)

## Publikacje
- Diethard Pallaschke, Stefan Rolewicz (1997), Foundations of mathematical optimization: convex analysis without linearity, Kluwer Academic Publishers, Dordrecht, ISBN 978-0-7923-4424-7.
- Diethard Pallaschke, Ryszard Urbański (2002), Pairs of Compact Convex Sets. Fractional Arithmetic with Convex Sets, Kluwer Academic Publishers, Dordrecht. ISBN 978-90-481-6149-2.
- Diethard Pallaschke (1969), Verallgemeinerte Basen für topologische lineare Räume, Das Weil'sche Kriterium für Phi-Räume, Der Satz von Bernstein für metrische lineare Räume, Topologische Eigenschaften einer Klasse nicht notwendig lokal konvexer metrischer Funktionenräume, wyd. Gesellschaft für Mathematik und Datenverarbeitung, Birlinghoven.
- Diethard Pallaschke, Peter Recht, Ryszard Urbański (1990), On extensions of the second-order derivative, wyd. Institut für Statistik und Mathematische Wirtschaftstheorie, Karlsruhe.